# Mallotus kweichowensis
Mallotus kweichowensis är en törelväxtart som beskrevs av Lucien André Andrew Lauener och Wen Tsai Wang. Mallotus kweichowensis ingår i släktet Mallotus och familjen törelväxter. Inga underarter finns listade i Catalogue of Life.